# هاغت دريفوس
هاغت دريفوس (بالفرنسية: Huguette Dreyfus)‏ هي عازفة هاربسكورد فرنسية، ولدت في 30 نوفمبر 1928 في ميلوز في فرنسا، وتوفيت في 16 مايو 2016 في باريس في فرنسا.

## وصلات خارجية
- هاغت دريفوس على موقع IMDb (الإنجليزية)
- هاغت دريفوس على موقع ميوزك برينز (الإنجليزية)
- هاغت دريفوس على موقع ديسكوغز (الإنجليزية)